# Кордунський Лєсковаць
45°00′00″ пн. ш. 15°45′58″ сх. д. / 45° пн. ш. 15.766° сх. д.
Кордунський Лєсковаць (хорв. Kordunski Ljeskovac) — населений пункт у Хорватії, у Карловацькій жупанії у складі громади Раковиця.

## Населення
Населення за даними перепису 2011 року становило 18 осіб.
Динаміка чисельності населення поселення: